# Pseudosterrha
Pseudosterrha is een geslacht van vlinders van de familie spanners (Geometridae), uit de onderfamilie Sterrhinae.

## Soorten
- P. paulula (Swinhoe, 1886)
- P. rufistrigata (Hampson, 1896)